# Nieuwe Synagoge (Berlijn)
De Nieuwe Synagoge (Duits: Neue Synagoge) is een bekende synagoge in Berlijn. De synagoge is gelegen in de Oranienburger Straße in Berlin-Mitte. De synagoge is van verre al te zien door haar gouden koepel.
In 1866 werd dit godshuis in een oriëntaalse aandoende stijl gebouwd door Joodse burgers. In de Kristallnacht van 1938 wilden SA'ers de synagoge in brand steken, maar politiecommissaris Wilhelm Krützfeld kon dat verhinderen door zich te beroepen op de monumentenstatus van het gebouw. In november 1943 werd de synagoge door geallieerde bombardementen alsnog zwaar beschadigd. Hierbij ging het grote 4-klaviers Walcker-orgel met in totaal 91 registers verloren. 
Na de val van de Berlijnse Muur werd het gebouw uitgebreid gerenoveerd.

## Galerij

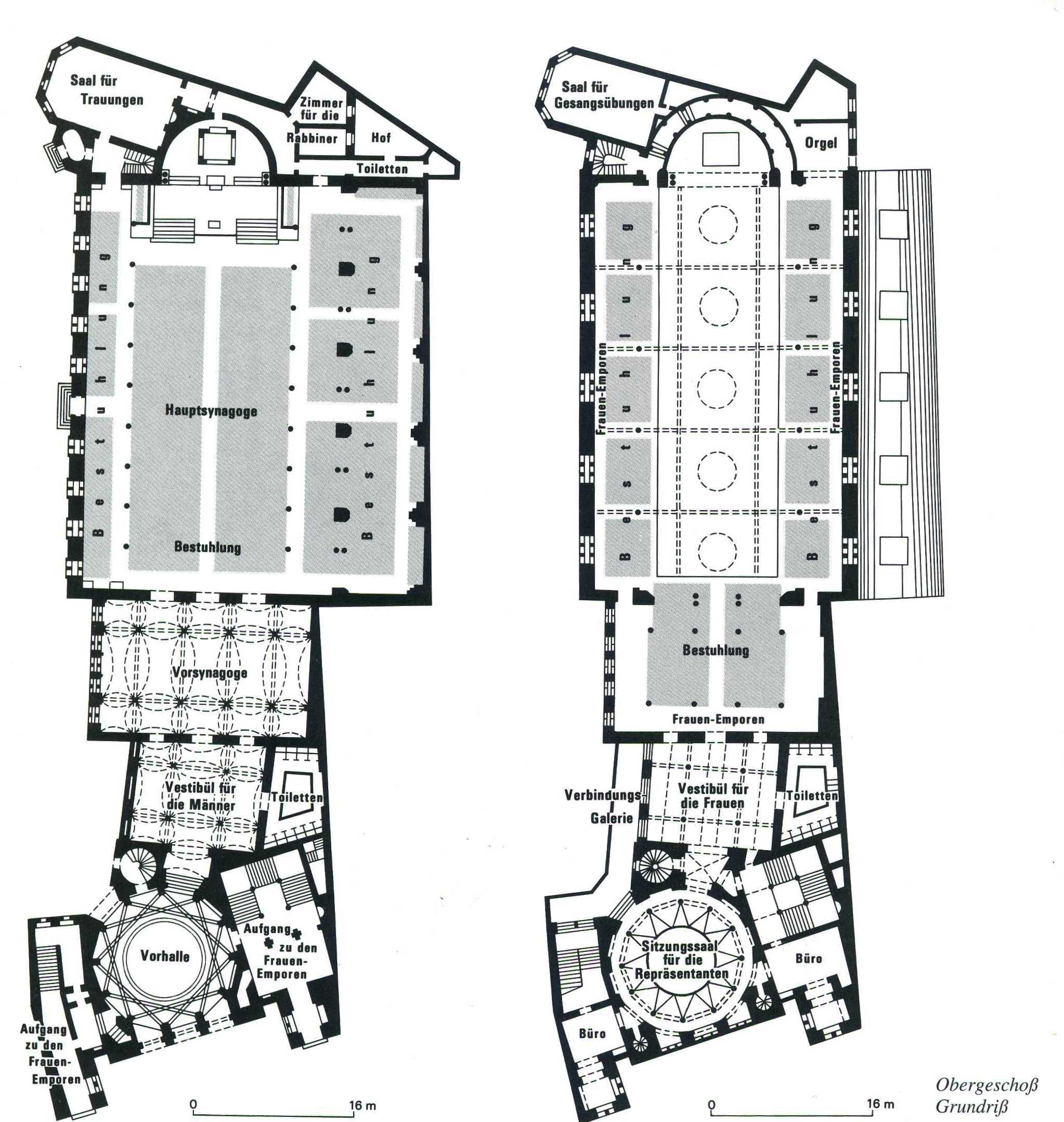
Plattegrond (1866)
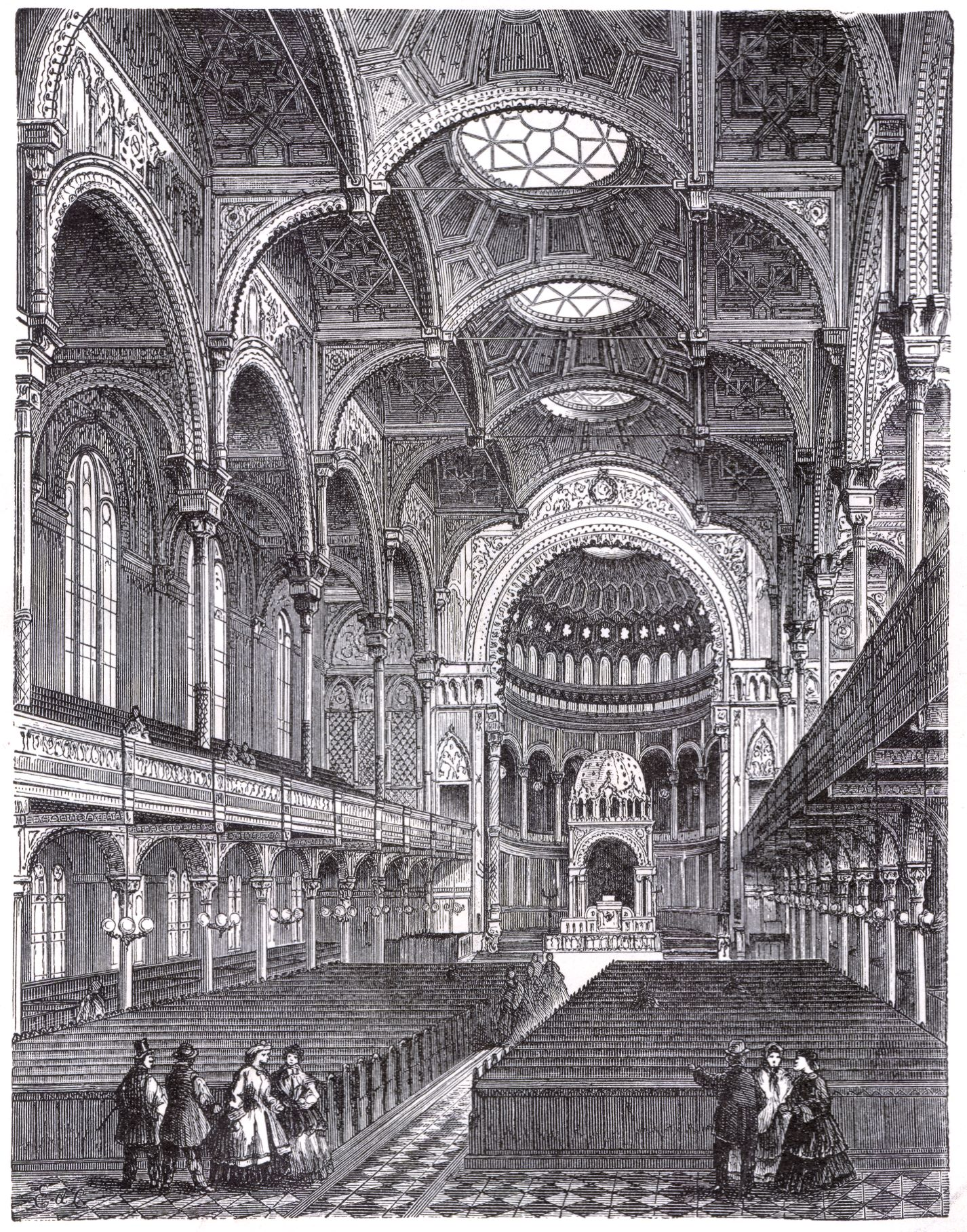
Interieur (1896)
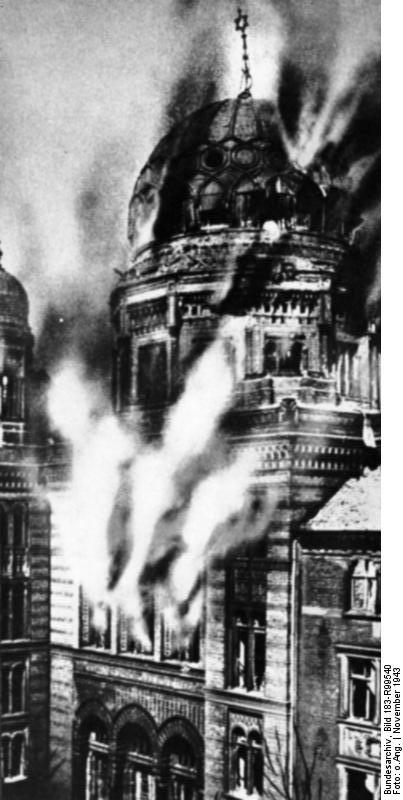
Gemanipuleerde foto van de brandende synagoge uit 1943
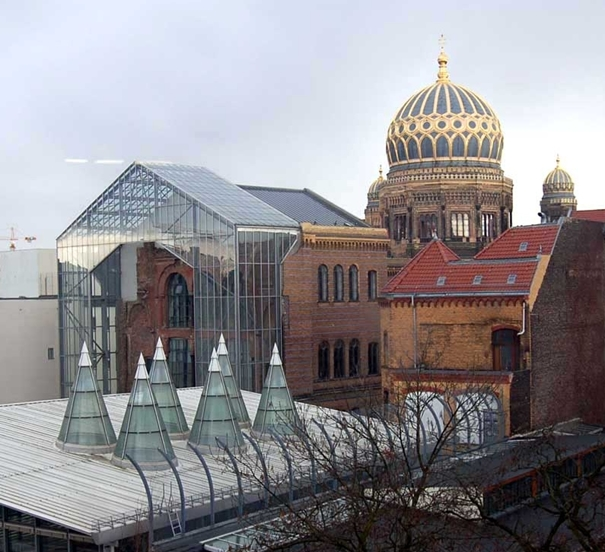
Achterzijde (2010)

- Bibsys: 18526
- Gemeinsame Normdatei: 4271001-7
- Library of Congress Control Number: nr93048571
- Nationale Bibliotheek van Tsjechië: ko20191056215
- Nationale Bibliotheek van Israël: 987007265951505171
- Virtual International Authority File: 233803845